# Bois-de-Boulogne (Liban)
Pour les articles homonymes, voir Boulogne et Bois de Boulogne (homonymie).
Bois-de-Boulogne ou Ghabet-Bologna (arabe : غابة بولونيا ) est un village libanais situé dans le caza du Metn au Mont-Liban au Liban. La population est presque exclusivement chrétienne.